# トレンスシステム
トレンスシステム（英: Torrens system, Torrens title）は、英米法における土地登記制度であり、登記上の権利者が真正な権利者であることを国が保障する制度である。英米法国における旧来の制度では、権利者が最初の権利者からの途切れない権利移転の連鎖を証明しなければならない。トレンスシステムは、これによって生じる不確実性、複雑性、費用を解決するために考案されたものである。
トレンスシステムは当時英国植民地であった南オーストラリアの首相、サー・ロバート・トレンス（Sir Robert Torrens）によって考案され、1858年、南オーストラリアで導入された。以来、英連邦諸国において広く普及している。
一方米国では、トレンスシステムを完全に導入したのはアイオワ州のみである。ミネソタ州、マサチューセッツ州、コロラド州、ジョージア州、ハワイ州、ニューヨーク州、ノースカロライナ州、オハイオ州、ワシントン州では部分的にトレンスシステムが施行されている。米国においてトレンスシステムの導入が少ないのは、現行制度の欠陥を補うために権原保険（title insurance）が普及しており、権原保険業者の議会におけるロビイング活動により導入が阻害されているためであるとの指摘がある。

## 背景

### コモンロー
コモン・ローにおいて、土地所有者は、その土地について国王から最初に与えられた所有権にさかのぼって、自らの権利を証明する必要がある。土地取引に関する文書は集合的に、「累代証書」（title deeds）または「権利の鎖」と呼ばれる。国王から土地の所有を許されたのは数百年前であることもあり、現所有者に至るまでの譲渡回数は数十回にのぼることもある。その所有権に異議を唱える者が現れれば、所有者は多大な法的コストの負担を迫られ、土地の開発をも妨げる。
土地売買の際、権利移転の連鎖を徹底的に調査しても、買主は完全に安心することはできない。これは、主に「何人も自己の所有しない物を譲り渡すことはできない」（en:nemo dat quod non habet）という法原理および当該土地に関する未解決かつ未発見の権利が存在し得ることに起因する。たとえば、1872年のPilcher対Rawlins事件において、売主は単純不動産権（fee simple）を有する土地をP1に譲り渡したが、累代証書を手元に残し、P2に当該土地を二重譲渡した。P2は、売主が保有していた権原のみを手に入れることができた（すなわち、何も手に入れることができなかった）。
不動産を購入しようとする者の実施する調査を最小限に抑えるための立法により、コモンローの立場には多少の変化が見られる。たとえば、いくつかの法域では、買主は譲渡前の一定の期間の権原証書のみを入手すれば足りる旨規定された。

### 権原証書登記制度
権原証書（deed。物権変動を証する書面。例として売渡証書がある）を登記する制度は、登記された証書に「優先権」を与えようとするものである。すなわち、後に登記された証書による譲渡は先に登録された証書による譲受人に対して主張することができず、登記を備えない証書による譲渡も同様である。権原証書登記制度とトレンスシステムの基本的な差異は、前者は証書を登記するのに対し、後者は権利を登記するという点である。
これに加えて、登記簿には公信力がなく、いつでも訴訟により争われることがある。したがって権原証書登記制度においては、土地取引は緩慢かつ高コストであり、しばしば権利に対する信頼性を生じさせることができない。

## トレンスシステムの創設
土地投機ブームと不備の多い土地所有権制度により、南オーストラリア植民地（現在の南オーストラリア州）によって与えられた4万件の土地所有権のうち75%が失われた後、ロバート・トレンスはコモンローおよび権原証書登記制度の欠陥を解決するため、新しい土地所有権制度を1858年に導入した。これは、南オーストラリアの法域に含まれるすべての土地を管理する中央の登記所の関与する制度であり、1886年不動産法に含まれる。すべての土地取引は登記官により登記される。さらに、登記の効果として土地の所有者が確定するという点が重要である。トレンスシステムは地役権、抵当権の設定および消滅をも登記する。
トレンスシステムの起源には諸説ある。トレンス自身、自らの提案は過去の登記制度、とりわけ英国における商船の登記制度を採用したものだと認めている。James E. Hoggは、Australian Torrens System with Statutes（1905年）において、トレンスが他のさまざまな制度に基づいてこのシステムを考案し、また南オーストラリアの何人かの助力を受けたことを示した。Stanley RobinsonはTransfer of Land in Victoria（1979年）で、1850年代に南オーストラリアに居住していたドイツ人弁護士であるUlrich Hübbeがハンブルクのハンザ同盟の登記制度の原理を用いることによりトレンスシステムにもっとも大きな貢献をしたと論じている。
しかし、新システムが南オーストラリア州および他のオーストラリアの植民地で受け入れられたことにトレンスの政治的活動が大きく寄与したことは否定できない。トレンスは反対者たち（多くは、土地取引に関する仕事を失うことを恐れた弁護士だった）による悪意のある攻撃に立ち向かい新システムの導入を指揮した。トレンスシステムは、不動産に関する判例法からの著しい離脱を意味し、コモンロー裁判官たちの抵抗を受けながらさらに発展していった。

## トレンスシステムの概要
トレンスシステムは、権利の鎖を不要にし、売主の所有権を文書一揃いでたどることを不必要にするよう設計されている。土地の各筆は、預託されている番号付き図面への参照として識別され、登記簿の紙ばさみ(folio)に対応する。この紙ばさみには土地の面積、境界、所有者、所有権に影響を及ぼす法律上の権利が記録される。転換前の土地も存在する。
このシステムは、国王の主権の作用として、オーストラリアのすべての土地は国王が所有するという無主地の法理に依存している。この法理はMabo対クイーンズランド州事件で無効とされ、同一の土地が登記上の権利関係と先住民の所有権に関する司法的判断という二つのやや異なる地位に置かれることになった。1993年先住民所有権法（Native Title Act 1993）は、これらの間の相違を調停しようとする試みである。

## 取消不能の所有権
取消不能の所有権の制度は、登記上の土地所有者または共有者に適用される。
州により法令が異なるが、ここではビクトリア州における例を紹介する。同州では1958年土地譲渡法（Transfer of Land Act 1958）によりトレンスシステムが定められている。同州では、権利の登記により、登記上の所有者は同法42条に規定する場合を除き土地に対して他人の権利主張に優越することができる。同条に定める除外事由は以下の通り。
- 登記上の他の所有者
- 優先する登記を備える者（42条(1)(a)）
- 登記上の過誤により対価を伴わずに登記を取得した場合（以後の取得者を含む）（42条(1)(b)）
- 42条(2)(a)-(f)に限定列挙する優先権による場合

これに加えて、取消不能性の例外となる事由がある。主なものは以下の通り。
- 詐欺 - 登記上の権利者が詐欺により登記名義を獲得した場合
- 人的抗弁 - 登記上の権利者と登記を経由していない者とが直接の契約または保証関係にあることが立証される場合
- 後法の優先 - トレンス法の後に成立した法律がトレンス法と矛盾するときは、後法が優先する
- 無償譲受人 - 登記上の権利者が権利を約因（consideration）なく取得した場合（例: 遺言により遺贈された場合）。なおニューサウスウェールズ州ではビクトリア州と異なり、無償譲受人も取消不能の所有権を取得する。

## 継受
他のオーストラリアの植民地においても1862年から1875年にかけて類似の立法がなされた。さらに、第三世界の貧困に関してHernando de Sotoの指摘した二つの主要な問題、すなわち土地所有権の不確実性および土地取引の混乱を解決するため、この制度は世界中で普及している。

## その他
フランスの市民法における登記制度はトレンスシステムとほぼ同様の概念である。ストラタシステム（en:strata title）は、オーストラリアの区分所有建物におけるトレンスシステムの拡張版である。